# Stamlijn Lens - Liévin
De Stamlijn Lens - Liévin was een Franse spoorlijn van Lens naar Liévin. De lijn was 5 km lang en heeft als lijnnummer 301 610.

## Geschiedenis
De lijn werd aangelegd door de Compagnie des mines de Liévin en geopend in 1877. Op 1 augustus 1990 werd de lijn eigendom van de SNCF, daarna is hij opgebroken.
Lens
RFN 281 000, spoorlijn tussen Lens en Corbehem
RFN 284 000, spoorlijn tussen Lens en Ostricourt
RFN 286 000, spoorlijn tussen Lens en Don-Sainghin
RFN 301 000, spoorlijn tussen Arras en Dunkerque